# Saint-François (hameau)
Pour les articles homonymes, voir Saint-François.
Saint-François est un hameau de Saint-Seine-en-Bâche, en Côte-d'Or.

## Histoire
À partir de 1680, les marquis de Laperrière font essarter des bois et défricher des terres à proximité de la mare des Hautesrives, afin de les mettre en valeur. Louées, ces dernières rapportent de nouvelles rentes au marquisat, qui rencontre quelques difficultés financières à cette époque.
Autour de ces terres, les nouveaux tenanciers construisent des fermes, qui constituent le hameau.
Nommé Saint-François en l'honneur de François de Bonenfant, seigneur de Magny, de La Brette, de La Morinière, de Hauville, d'Ouézy, de Biéville, de Quétiéville, en partie de Mesnil-Villers, et marquis de Laperrière, le hameau est vendu avec le marquisat, en 1714, à Edme Lamy, procureur à la Chambre des comptes de Dijon.
En 1772, son petit fils, Edme-Claude, très endetté vend Saint-François au directeur des Fermes, François Joly, pour 40 000 livres.
Dix ans plus tard, le hameau est revendu à Maurice Gouget Delandre, qui y fait construire une belle demeure, appelée "le Château", vendu à Louis Tardy, vers 1835.
Sous la Première République, Saint-François est renommé Bellefleur.
En 1885, une école mixte est construite.
En 1929, Saint-François dispose d'un adjoint spécial au Conseil municipal de Saint-Seine-en-Bâche.
Durant la Seconde Guerre mondiale, des armes sont parachutées au-dessus du hameau, pour le compte d'un résistant qui utilise le pseudonyme de "Marquis de Champvans".
En 1945, l'électrification de Saint-François est entamée, de même que l'adduction d'eau dans les années 60.

## Communes limitrophes
| Saint-Seine-en-Bâche |                |           |
|                      | Saint-François | Champvans |
| Samerey              |                | Damparis  |

## Personnages liés au hameau
- François de Bonenfant, marquis de Laperrière de 1700 à 1714; donne son nom au hameau.
- Edme-Claude Lamy, propriétaire de Saint-François de 1757 à 1772.
- François Joly (1739-1794), directeur des Fermes; propriétaire du hameau de 1772 à 1782.
- Léon Joly de Saint-François (1821-1886), son petit-fils, artiste-peintre, qui accole le nom du hameau à son patronyme.
- Maurice Gouget Delandre, propriétaire de Saint-François à partir de 1782.
- Louis Tardy, propriétaire du château vers 1835.